# Ever Meulen
Pour les articles homonymes, voir Vermeulen.
Eddy Vermeulen dit Ever Meulen, est un illustrateur belge né le 12 février 1946 à Cuerne (province de Flandre-Occidentale). Connu pour ses dessins humoristiques dans des magazines mondialement connus comme Humo, RAW ou le New Yorker et influence des générations de dessinateurs.

## Biographie

### Jeunesse
Eddy Vermeulen naît le 12 février 1946 à Cuerne, en Belgique.
Sa jeunesse se passe de manière insouciante. Les années d'après-guerre sont une période passionnante, avec une vision généralement optimiste de l'avenir. Dans sa jeunesse, l'industrie textile de Flandre-Occidentale est florissante ainsi lorsque la récolte est bonne, les producteurs de lin achètent des voitures américaines pour se mettre en valeur. Il grandit le long de la route entre Courtrai et Bruges. Avec son frère, il regarde continuellement à la fenêtre les voitures passer, le football ne l'intéresse pas, le dessin bien. Quand il arrive à Bruxelles, avec l'effigie de Tintin sur un toit près de la Gare du Midi, il se sent rapidement à la maison. Ses parents emménagent à Bruxelles, à temps pour assister à l’Exposition universelle de 1958, qui lui fait grande impression à tel point qu'il la visite par trois fois et dont il adore l'architecture moderne grandiose de l'Atomium. Véritable adolescent des années 1950, il est enthousiasmé par le glamour hollywoodien, les débuts du rock 'n' roll, les juke-box, les radios à transistors et surtout les voitures et les motos élégantes et profilées. Les véhicules à moteur sont un thème récurrent dans son travail. La belgitude et l'Amérique restent également des sujets de prédilection. Beaucoup de ses illustrations sont des hommages au meilleur des deux pays. Comme beaucoup d'enfants de sa génération, il grandit avec des journaux de bandes dessinées. Ever Meulen lit Tintin et Spirou ainsi que Junior en néerlandais, distinguant Hergé, Jijé, E.P. Jacobs, André Franquin, Willy Vandersteen, Marc Sleen, Will, Morris, Raymond Macherot et Jean Graton comme ses principales influences graphiques. Il reçoit d'un enseignant, un pot d'encre de Chine et un crayon afin de recopier les planches de ces journaux et à qui il doit probablement sa préférence pour la ligne claire. Adolescent et étudiant, Ever Meulen élargit son bagage culturel avec des influences telles que Jack Davis, Robert Crumb, Saul Steinberg et le pop art de David Hockney et Roy Lichtenstein. Mais il a également découvert les anciens maîtres Frans Masereel, Giorgio de Chirico, René Magritte, Josef Lada et Iakov Tchernikhov. Ever Meulen combine toutes ces esthétiques en un mélange uniforme de la ligne claire strictement contrôlée dans le journal Tintin et du style atome plus vivant et dynamique dans Spirou. Dans les années 1970, de nombreux artistes franco-belges ont relancé ces styles dès leur jeunesse, Ever Meulen et Joost Swarte représentant le monde néerlandophone. Plus tard dans sa carrière, Ever Meulen exprimera également son admiration pour Yves Chaland.

### Premiers travaux
À 14 ans, il réalise sa première bande dessinée complète, De Test [« Le Test »], une histoire de dix planches mettant en scène un jeune pompiste en 1960. L'histoire inédite démontre l'influence de Michel Vaillant de Jean Graton, il en réalise une autre Keesje Kat qui s'inspire très nettement de Modeste et Pompon d'André Franquin en 1962. Ever Meulen étudie à l'Institut technique provincial de Courtrai et entre 1963 et 1969 les arts graphiques à l'Institut Saint-Luc à Gand et l'Académie royale des beaux-arts de Bruxelles. En 1964, il expose ses premiers dessins. Entre 1966 et 1967, il illustre De Stem van het Volk, l'organe interne du parti chrétien-démocrate belge CVP. La plupart de ses premières œuvres sont signées des pseudonymes Eddy Flippo, Ever et, à partir de 1968, Ever Meulen, contraction de l'initiale de son prénom, associée à son nom de famille complet.
Il est diplômé en 1970 et commence sa carrière professionnelle en réalisant des couvertures et des illustrations pour des publications de Paris-Manteau, des croquis pour le quiz télévisé Wie Weet, Wint sur la chaîne publique flamande BRT. Au début des années 1970, il s'achète avec sa première épargne une Oldsmobile pour quinze mille francs belges soit 371,84 euros. Il est remarqué par Joost Swarte, grâce à ses dessins publiés dans le magazine anarchiste Ding, et qui l'invite à contribuer aux magazines de comics underground Cocktail Comix, Modern Papier et Tante Leny Presenteert (édité en France par Artefact en 1977 et 1979). Il publie ses premiers one shots humoristiques : Mammouth le Fortiche (1970) et Koele Karlos (1973-1975). Il publie aussi en néerlandais dans De Nieuwe, De Standaard, Het Volk, Piet Schreuders' Furore, qu'en français dans Télémoustique, Mimo, 20 ans et Curiosity Magazine aux Éditions Michel Deligne.

### Humo
En janvier 1971, Meulen postule chez Humo, une publication en néerlandais des éditions Dupuis, lorsque Guy Mortier le jeune et dynamique rédacteur en chef feuillette son portfolio, il remarque ses caricatures d'artistes comme Elvis Presley et Frank Zappa et l'engage. Ever Meulen est profondément associé à ce magazine.
Entre 1972 et mars 1973, Ever Meulen est invité à fournir des caricatures d'artistes tels que les précités et aussi de Mick Jagger, Robert Wyatt, Bryan Ferry, Stevie Wonder, David Bowie, Lou Reed et des rock stars de la scène belge comme Raymond van het Groenewoud pour la rubrique rock du magazine TTT. En 1974, Ever Meulen réalise un poster en couleur représentant le groupe Roxy Music dont une copie est ensuite offerte à sa figure de proue Bryan Ferry, qui le commente : « C'est un beau dessin qui a capturé l'esprit de l'époque. Il a également parfaitement capturé le caractère de chaque membre du groupe. C'est très amusant et très cool. ». David Bowie, ayant reçu une caricature de lui-même en costume par Ever Meulen (publiée dans le numéro 2228 du 15 avril 1970) du journaliste Serge Simonart, complimente l'œuvre d'art.
Pour ce même magazine, il réalise de nombreuses couvertures pour lesquelles il s'exerce à de nombreux styles et techniques différents (aérographe, sérigraphie, gouache, collage). Parmi les plus connues figurent le ministre belge de la Défense Paul Vanden Boeynants, le général israélien Moshe Dayan (1972), le cycliste Eddy Merckx avec la couronne d'épines (1974), Marlon Brando en géant (1978), John Lennon en buste de compositeur classique (1981) et le pape Jean-Paul II avec la moustache de son compatriote et le syndicaliste Lech Walesa (1983). Cette dernière couverture remporte le Gold Award de la « Meilleure couverture de magazine ». En particulier, ses couvertures de collage dans Humo inspirent directement des couvertures du magazine satirique français Charlie-Hebdo. À cette époque, tout se fait sans ordinateur, donc Meulen doit personnellement copier-coller toutes les images et les rendre aussi lisses que possible. L'impression le trahit parfois mais l'expérience venant, il apprend à garder intact le rendu des couleurs.
Ever Meulen jouit d'une totale liberté de création au sein du magazine mais il arrive cependant que sous la pression de personnes externes, il doit procéder à des changements comme lorsqu'en 1973, pour l'illustration d'un livre critique sur le dictateur zaïrois Mobutu Sese Seko dans lequel il réalise un collage où les épaulettes de l'uniforme de Mobutu représentent les têtes décapitées de certaines de ses victimes politiques. Comme Mobutu est toujours considéré comme un ami du gouvernement belge, l'artiste doit enlever les taches de sang. Une couverture de 1975 présente Barbapapa d'Annette Tison et Talus Taylor, avec la créature fronçant les sourcils à un enfant soufflant une bulle de chewing-gum ressemblant à Barbapapa. Sous la pression des créateurs originaux, il doit faire sourire Barbapapa. En 1981, Ever Meulen fait une couverture annonçant un article sur des femmes au sujet de leurs seins. L'image montre une jolie femme nue tenant une bande dessinée de trois générations de femmes, la mère utilisant un sèche-cheveux pour remettre en mouvement ses seins flasques. La censure impose le remplacement par une photographie médicale des seins.
En dehors de ces incidents mineurs, le travail de Meulen ne reçoit que des éloges, parfois venant d'horizons inattendus. En 1978, le super-héros Superman de Jerry Siegel et Joe Shuster est adapté au grand écran, avec Marlon Brando dans le rôle de Jor-El. Humo a réussi à interviewer Brando et donc le rédacteur en chef Mortier demande à Meulen d'en faire la publicité sur la couverture, représentant Brando "aussi grand que possible". Meulen le prend au pied de la lettre et dessine la légende hollywoodienne comme un géant en présence d'un Superman de la taille d'un moustique. Andy Warhol, qui voit la couverture lors d'une interview pour le même numéro, déclare qu'elle est « magnifique ». Les couvertures Humo de Meulen sont toujours dans les mémoires comme parmi les meilleures à avoir jamais orné le magazine. Ses couvertures de Noël/Nouvel An restent une tradition annuelle même si elles deviennent moins fréquentes à partir des années 2000. Une sélection de ses couvertures est publiée dans le livre Honderd Humo covers 1972-1992, aux Éditions Kritak (1993).

#### Autres rubriques et événements
Meulen conçoit également des logos et des en-têtes pour d'autres rubriques hebdomadaires dans Humo : le courrier des lecteurs Open Venster et Uitlaat ; les critiques télévisées Dwarskijker ; les critiques de films Willem van de Fillem et les interviews de jeunes célébrités. Il crée des logos, des affiches et des récompenses pour les événements organisés ou promus par le magazine. Le plus ancien est le sondage de popularité annuel Humo's Pop Poll, suivi du festival pop Rock Werchter, de leur concours de talents musicaux Humo's Rock Rally et des prix littéraires Humo's Gouden Bladwijzer et De Gouden Uil. Lorsqu'il en a le temps, il s'efforce, à chaque fois, de fournir une illustration pour les autres publications du magazine.
Bien qu'il ne soit qu'un artiste indépendant, il est tout de même devenu le premier dessinateur maison de Humo. Aucun autre artiste avant lui n'a donné au magazine une telle identité visuelle, qui a parfaitement capturé son attitude humoristique et rock 'n' roll. Même si Humo a eu d'autres dessinateurs maison dans les années suivantes (notamment Kamagurka, Herr Seele et Jeroom) et que les contributions d'Ever Meulen sont devenues moins fréquentes au fil du temps, il est toujours considéré comme l'une des personnes qui ont bâti la réputation du magazine.

#### Piet PeuketBalthazar de Groene Steenvreter
La section TTT présente également la seule série de bandes dessinées basée sur des personnages d'Ever Meulen : Piet Peuk (1971) et Balthazar de Groene Steenvreter (1971). Piet Peuk est un homme grand avec une tête étrange en forme de T. Son nom « peuk » [« mégot de cigarette »] fait référence à son habitude de fumer à la chaîne. Balthazar est un monstre rond et vert qui mange des pierres. Ils sont apparus dans plusieurs strips, la plupart basés sur des gags ringards qui ont cependant des relents de comics underground loufoques et subversifs. Tandis que la plupart des bandes dessinées des magazines flamands sont familiales, celles d'Ever Meulen pour Humo sont douces, mais dépeignent parfois la nudité et font référence à la musique rock et à la marijuana. Une bande dessinée unique, mémorable qui détrône le magazine de bandes dessinées pour enfants Ons Volkske (Junior), avec les personnages de Willy Vandersteen Bob et Bobette et les Vrolijke Bengels [« Joyeux coquins »] rejoignant Tintin et Spirou pour fumer de l'herbe dans leur club house. Tandis que Tintin qui fume du pot marmonne "Groovy !", une légende humoristique informe les lecteurs de lire Tintin en Amérique. Meulen signe la bande dessinée du pseudonyme Willy Vanderstoned. Grâce à des bandes dessinées comme celles-ci, Ever Meulen séduit les jeunes et aide Humo à atteindre un nouveau groupe démographique. Les strips sont compilés dans l'album L'Affaire TTT publié aux éditions Carton en 1985.

#### La succession de Kamagurka
Mais Meulen est trop perfectionniste pour créer des planches entières chaque semaine. Il préfère travailler sur une illustration focalisée. Il estime également qu'il manque de talent pour écrire des dialogues et envisage à un moment donné d'embaucher un scénariste. En 1975, il arrête de faire des bandes dessinées et il propose Kamagurka comme son successeur dans Humo. Certain que Humo a maintenant un nouveau dessinateur maison, Ever Meulen réduit son travail pour le magazine à des illustrations thématiques occasionnelles, des logos de colonnes et des couvertures.

#### Notoriété internationale
À partir de la fin des années 1970 et surtout au cours des années 1980, la notoriété internationale d'Ever Meulen s'élève. En 1978, il dessine les logos des chroniques hebdomadaires Losers et Elpee Oase dans le magazine musical néerlandais Oor, il voyage en Italie. Son travail est également publié dans Libération, Little Lit, Métal hurlant, Nitro, RAW, Vrij Nederland, Surprise, The New Yorker. Des agences de publicité parisiennes lui demandent de réaliser des designs exclusifs, tandis qu'il réalise également un calendrier pour la société coréenne Hyundai. Il est le créateur du logo de la collection « Atomium 58 » aux éditions Magic Strip des frères Pasamonik en 1981. Il anime les premiers titres de l'émission télévisée rock Génération '80' (1982) sur la chaîne publique belge RTBF et illustre d'innombrables pochettes de disques. En septembre 2021, il est l'invité d'honneur des Rencontres Chaland à Nérac par l’association « Les amis d’Yves Chaland »,.

#### Affiches et pochettes d'albums
Il conçoit depuis les années 1980, de nombreuses affiches de concerts.
Ever Meulen illustre un grand nombre d'affiches de 1975 à 1980. Meulen créé des pochettes d'albums pour des artistes (principalement) belges de Golden Hits of the '50s' (1972) de The Hurricane Gang, Wild Cat Daddy (1981) de Stroft, Hello Young Lovers (1981) de Jean Blaute, Do The Standing Still (1981) de The Employees, Cha-Cha-Cha (1981), Ik Ben De Man (1990) et Live Zoals Het Is (2008) de Raymond van het Groenewoud, Le Retour d'Ornicar (1986) d'Ornicar Big Band, Delirium in Hi-Fi (1987) d'André Popp, l'album hommage à Will Tura Turalura (1989), De Vierde Maat (2000) de De Nieuwe Snaar, Electric Dreams (2013) de Dan Lacksman et Twist à Saint-Tropez (1978), More Than Distance (1980), Neurovision (1980), We Are All Getting Old (1980), Soul Waves (1980), Spike Jones (1986) et Temporary Chicken (1988) par Telex. Il dessine également chacune des pochettes de CD de la compilation en 20 albums du rock belge des années 1980 et 1990 Humo's Belgentop (2007), Bonjour Monsieur Hulot (2012) par Alice et Dan Lacksman. Il n'est souvent pas crédité sur les sorties, mais peut être reconnu par son monogramme sur la pochette où il utilise le pseudonyme d' Eddy Flippo,.

### Dernières années
En 2006, Meulen publie une compilation de ses illustrations qui couvre la période 1988-2005 aux Éditions de l'An 2 sous le titre Verve. Avec Automotiv chez Champaka en 2013, ce n'est pas un simple recueil d'illustrations de voitures, c'est l'aboutissement de sa passion pour le monde automobile qu'il partage.
À la demande de Louis Vuitton, il réalise 120 dessins réunis en album dans Brussels de la collection « Travel Book » le 1er mai 2021. Il célèbre la même année le jubilé de sa collaboration avec Humo par une exposition tenue à Anvers à la Galerie Campo & Campo du 19 octobre au 3 décembre 2021. En octobre 2022, il publie cette fois un recueil d'illustrations rock Rockstock aux éditions Concertobooks.

### Autre activité
Ever Meulen enseigne comme professeur d'illustration à l'Institut Saint-Luc de Gand à partir de 1993, à raison d'un jour par semaine pendant quatorze ans.

### Vie privée
Au milieu des années 1980, le couple qu'il forme avec son épouse Viviane Smekens et leurs enfants déménagent d'Anderlecht à Woluwe-Saint-Lambert dans une maison de l'avenue de Mai où se trouve son atelier au premier étage. Dans cette commune où ont demeuré Hergé et E.P. Jacobs, il aime rouler avenue de Tervueren et sous les Arcades du Cinquantenaire. Il possède une Chevrolet Corvair de 60 ans.

## Œuvres

### Publications
Une bibliographie détaillée se trouve sur le site Lastdodo.
- Huiles sur Papier, Éditions Futuropolis, 1984
- L'Affaire TTT[26], Éditions Carton, octobre 1985
Scénario et dessin : Ever Meulen - Couleurs : noir et blanc -  (ISBN 2-8687-5007-9)Préface de Guy Mortier. Dos toilé. Avec un ex-libris. Format à l'italienne.
- Feu vert, Futuropolis, coll. « Hors Série », Paris, novembre 1987
Scénario et dessin : Ever Meulen - Couleurs : quadrichromie

#### Collectifs
- Tante Lény présente ! - Tome 1, Artefact, coll. « La Tranche », 4e trimestre 1977
Scénario : collectif - Dessin : collectif dont Ever meulen - Couleurs : noir et blanc,Un des pilliers de l'underground hollandais[27]
- Tante Lény présente ! 2[28], Artefact, coll. « La Tranche », 1979
Scénario : collectif - Dessin : collectif dont Ever meulen - Couleurs : noir et blanc
- L'Expo 58 et le style atome[29],[30], Magic Strip, Bruxelles, 1983
Scénario : collectif - Dessin : collectif dont Ever Meulen - Couleurs : quadrichromie,Avec des contributions graphiques de André Franquin, Albert Uderzo, Yves Chaland, Jijé, Willy Vandersteen, Serge Clerc, Denis Sire, Jidéhem, Gert Dooreman, Joost Swarte. (OCLC 695832737)
- Les Héritiers d'Hergé[31], Magic Strip, coll. « Le siècle d'Hergé », Bruxelles, 1983
Scénario : Bruno Lecigne - Dessin : collectif dont Ever meulen - Couleurs : collectif
- 20 Couvertures pour Spirou et Fantasio[32], Éditions du Lion, Bruxelles, 1987
Scénario et couleurs : collectif - Dessin : collectif dont Ever meulen,20 auteurs imaginent une couverture d'album
- Nous, Tintin[33], Les Éditions du Lion, Bruxelles, 1987
Scénario : collectif dont Pascal Nottet - Dessin : collectif dont Ever meulen - Couleurs : quadrichromie -  (ISBN 2-87226-000-5),Préface : Wim Wenders. 36 couvertures imaginaires pour une aventure de Tintin.
- Les Aventures du latex - La bande dessinée européenne s'empare du préservatif[34], Fondation du Présent, novembre 1991
Scénario : collectif - Dessin : collectif dont Ever Meulen - Couleurs : quadrichromie -  (ISBN 2970001500)
- Le Monde est petit[35], Sans titre, Bruxelles, 1997
Scénario : Thierry Joor - Dessin : collectif - Couleurs : noir et blanc,Participation : réalisation de la couverture. Collectif de 26 auteurs.

#### Artbooks
- Souvenirs du vingtième siècle[36], Alain Littaye, avril 1983
Scénario : Collectif - Dessin : Collectif dont Ever Meulen - Couleurs : quadrichromieParticipation, cartonné avec jaquette, p. 96.
- Fétiches[37], Groupe Graphique, coll. « Variations », avril 1991
Scénario : collectif - Dessin : collectif dont Ever Meulen - Couleurs : quadrichromie
- Honderd HUMO covers 1972-1992 [« 100 couvertures pour Humo »], Éditions Kritak, 1993  (ISBN 9073221242)
- Bruxelles - 20 ans / 20 auteurs[38], Pierre Dejemeppe, Bruxelles, septembre 1999
Scénario : Thierry Bellefroid - Dessin : collectif - Couleurs : quadrichromieÉdité à l'occasion des 20 ans de la Région Bruxelles-Capitale avec François Avril, Philippe Berthet, Émile Bravo, Renaud Collin, Nicolas de Crécy, Johan De Moor, André Geerts, Dominique Goblet, Sacha Goerg, Jean-Claude Götting, André Juillard, Régis Lejonc, Jacques de Loustal, Cédric Manche, Vincent Mathy, David Merveille, Ever Meulen, François Schuiten, Thierry Van Hasselt et Bernar Yslaire. Format à l'italienne.
- Verve[11],[39], Éditions de l'An 2, Angoulême, janvier 2006
Scénario, dessin et couleurs : Ever Meulen -  (ISBN 2-84856-053-3)Préface : Art Spiegelman. Format : 22,5 × 28 cm, illustration couleur anglais et français.
- Vues sur la ville[40],  Alain Lachartre, 17 septembre 2010
Scénario : Collectif - Dessin : Collectif dont Ever Meulen - Couleurs : quadrichromie -  (ISBN 978-2-916-42126-1)Ouvrage édité à l'occasion de l'exposition La Ville dessinée à la Cité de l'Architecture et du Patrimoine à Paris, regroupe cinquante "stars" de l'illustration. Participation : Sélection 1996. Tirage limité 1 500 ex., p. 50.
- Automotiv[1], Champaka, Bruxelles,  2013
Scénario, dessin et couleurs : Ever Meulen -  (ISBN 978-2-930142-18-0)
- Brussels[41], Louis Vuitton, coll. « Travel Book », 1er mai 2021
Scénario, dessin et couleurs : Ever Meulen -  (ISBN 978-2-369-83223-2)
- Rockstock[20], Concertobooks, Amsterdam, octobre 2022
Scénario, dessin et couleurs : Ever Meulen -  (ISBN 978-9-493-10965-0)Une vaste sélection d'illustrations rock d'Ever Meulen, p. 192.

### Revues
- Mammouth le fortiche dans Curiosity Magazine[42] aux Éditions Michel Deligne, 1973[43],[44].

### Para-BD
À l'occasion, Ever Meulen réalise des portfolios, ex-libris, posters, cartes ou cartons, sérigraphies, de la vaisselle design, pochettes de disque et commet quelques travaux publicitaires.
- Huiles sur Papier, Éditions Futuropolis, 1984Tirage à 1 000 exemplaires, n et s[47]
- Publifolio, Éditions Plaizier, 1985Tirage à 1 000 exemplaires, n et s[48]
- Barbizon, Éditions Plaizier, 1992Tirage à 350 exemplaires, n et s[49]
- La Marque jaune 1953-1993, Éd. Archives internationales, 1993Tirage à 300 exemplaires, n et s[50]
- Lors de la 2e édition (20 novembre 2008 - 20 mai 2009) de LeuvenKooktKunst[51] (Louvain, cuisine l'Art), des tasses à café et des soucoupes sont proposées dans 12 grands restaurants sélectionnés avec un repas gastronomique. L'ensemble complet comprend 6 tasses différentes (Atomium, Magritte, Tintin... etc.), toutes conçues par le même artiste.

### Affiches
- Les Trois Volants (Baby, you can our drive car), 1975[52]
- affiche Beursschouwburg (circa 1980)[53]
- affiche La Customobile, 1981
- affiche pour le Kaaitheater, 1981
- affiche pour le festival Mallemunt, 1981
- affiche de l'exposition One, two, three, four Cars and Rock and Roll à l'Autoworld, 2022[54].

### Expositions

#### Expositions individuelles
- Ever Meulen, Galerie Quest, Amsterdam du 24 mai au 22 juin 1985[55] ;
- Good Times (classify this as), Galerie Zwart Huis, Knokke du 8 novembre 2003 au 11 janvier 2004[56] ;
- De Stiel, Espace exposition Tweebronnen, Louvain du 15 février au 13 avril 2008[57],[58]
- Essence(s), Galerie Champaka, Bruxelles du 19 novembre au 12 décembre 2010[59],[60] ;
- Kortrijk - work in progress, Musée Broel, Courtrai du 18 novembre au 23 décembre 2011[61] ;
- Automotiv[62], Galerie Champaka, Paris du 6 décembre 2013 au 11 janvier 2014 ;
- Automaat, Waft Gallery, Anvers du 21 décembre 2015 au 19 janvier 2016[23] ;
- Klare lijn, Galerie Champaka, Bruxelles du 15 janvier au 14 février 2016[63] ;
- Ever Meulen and Friends, La Maison de l’image chez Seed Factory, Bruxelles du 26 octobre au 31 décembre 2017[64] ;
- Ever Meulen Brussels au MAD, Bruxelles du 17 juin au 5 septembre 2021[4] ;
- Louis Vuitton - Travel Book, Galerie Huberty et Breyne, Bruxelles du 10 septembre au 9 octobre 2021[65],[66] ;
- Ever Meulen, le moderniste de la Ligne claire, Rencontres Chaland à Nérac du 4 au 10 octobre 2021[67]
- Ever Meulen: 50 jaar Humo-tekenaar, Galerie Campo & Campo, Anvers du 19 octobre au 3 décembre 2021 à l'occasion de la célébration de ses 50 ans de collaboration avec le magazine Humo[68].

#### Expositions collectives
- Humo-isme[69], Villa Volta, Ostende du 13 juin au 2 novembre 2025.

## Réception

### Hommages
Lors de l’exposition Ever Meulen and Friends qui a eu lieu à Bruxelles en octobre 2017, de nombreux artistes lui ont rendu hommage, dont son propre fils Sander, Guy Mortier de Humo et les anciens élèves Brecht Evens, Jeroom Snelders, Jan Van Der Veken et Pieter De Poortere. Mais d'autres Belges ont également rendu hommage, à savoir Serge Baeken, Johnny Bekaert, Cecile Bernaerts, Jan Bosschaert, Randall Casaer, Luc Cromheecke, Reinhart Croon, Serge Dehaes, Philippe de Kemmeter, Gerda Dendooven, Rika Deryckere, Lode Devroe (nl), Johan Devrome, Goele Dewanckel, Gert Dooreman, Juan d'Oultremont, Jack et Laurent Durieux, Jean-Manuel Duvivier, Stijn Felix, Gal, Loïc Gaume, Philippe Geluck, Olivier Grenson, Alain Goffin, Josse Goffin, Éric Héliot, Hugoké, Mieke Lamiroy, Ivan Lammerant, Jean-Louis Lejeune, Pascal Lemaître, Sisca Locca, Jeroen Los, Dominique Maes, Gudrun Makelberge, Jean-François Martin, David Merveille, Steve Michiels, Nix, Albert et Eliza Pepermans, Patrick Regout, Olivier Saive, Jean-Claude Salemi, Jean-Grégoire Savayan, Tom Schamp, Tom Schoonooghe, François Schuiten, Teresa Sdralevich, Bruno Seys et Filip Vandewiele, Irma Smeets, Frow Steeman, Luc Tegenbos, Frédéric Thiry, Max Tilgenkamp, Isabelle Vandenabeele, Brecht Vandenbroucke, Karolien Van derstappen, Patrick Van der Stricht, Phil Van Duynen, Pieter van Eenoge, Peter Van Eyck, Benoît, Cis Verhamme, Jurgen Walschot, Jan Werkt, Peter Willems et Zak. De France sont venus les hommages de François Avril, Charles Berberian, Pierre Bouillé, Laurent Cilluffo, Serge Clerc, Jochen Gerner, Emmanuel Kerner, Loustal, Éric Lambé, Walter Minus, Oxolaterre, Philippe Petit-Roulet, Piccolo, Étienne Robial et Bruno Rocco. Des hommages supplémentaires ont été rendus par le transalpin Lorenzo Mattotti, les hispaniques Arnal Ballester, José María Lema de Pablo, Javier Mariscal et Max, l’Allemand Rotraut Susanne Berner, les Hollandais Evert Geradts, Victor Hachmang, Max Kisman, Piet Schreuders, Joost Swarte et Teun van den Wittenboer et ainsi que d’outre-Atlantique avec les Américains Robert Armstrong, Art Spiegelman et Chris Ware et des Canadiens Alain Pilon et Luc Melanson.

### Influence
De très nombreux auteurs de bande dessinée déclarent avoir été influencés de manière importante sur leur travail par Ever Meulen qu’ils tiennent en haute estime : Joost Swarte, Kamagurka, Andy Warhol, Art Spiegelman, Jeroom et François Schuiten. Il a également reçu les éloges de Mathieu Laville, Johan De Moor, Charles Burns, Randall Casaer, Katrien Van Schuylenbergh, Xavier Truant, Jan Van der Veken, Jeroen Los et Daniel Torres).

### Prix et distinctions
En 1983, la couverture de magazine emblématique de Meulen pour Humo, représentant le pape Jean-Paul II avec la moustache de Lech Wałęsa, a remporté le Gold Award (1983) de la « meilleure couverture de magazine ». Sa campagne publicitaire pour le Crédit Communal de Belgique est récompensée d'un Silver Pub Award (1986), tandis qu'il a reçu le prix de la culture de Cuerne en 2009 et en 2013 le prix Henry van de Velde 2012 pour l'ensemble de son œuvre. Le 4 mai 2019, il reçoit le prix Zinneke de bronze pour l'ensemble de son œuvre, un prix décerné aux personnes qui promeuvent la région bruxelloise à l'échelle internationale.
- 2013 :  Ever Meulen reçoit le prix Henry Van de Velde pour l'ensemble de son œuvre[71] ;
- 2019 :  Ever Meulen reçoit le prix Zinneke de bronze pour l'ensemble de son œuvre[6].

### Postérité
Son graphisme stylisé et géométrique a été influencé par le design industriel, l'architecture, l'automobile et le mobilier des années quarante, cinquante mais aussi l'art déco. On retrouve l'influence du style atome, et du cubisme. il est actuellement, avec Joost Swarte, un des principaux représentants du style ligne claire. C'est un artiste très créatif, auteur de bande dessinée, de nombreuses illustrations, des affiches que l'on trouve en lithographies ; pour le festival de la ville de Nancy : Nancy Jazz Pulsations'83 et pour la maison de disques WEA.
En 1987, un ouvrage retraçant sa carrière est publié aux éditions Futuropolis.
En 1992, Meulen réalise trois timbres pour le service postal néerlandais PostNL. Pour La Poste belge, il réalise deux timbres sur les vacances à la mer et dans les Ardennes (mai 2005) ainsi que cinq autres pour la promotion de la lecture (Les écrits restent, 2007) et deux pour la promotion du tourisme belge (Visit Belgium, 2012). Il conçoit également la couverture du livre de Kris De Bruyne en Stijn Meuris Sire, dit is rock en roll - De 100 beste Belgische songteksten (Dedalus, 1994).
Ever Meulen réalise en 1994 un mur peint à Vaise, dans le 9e arrondissement de Lyon, au 107 rue Marietton.
En 2000, Ever Meulen conçoit une fresque murale Saint Joos sur mer à l'angle de la rue de la limite et de la rue du Moulin à Saint-Josse-ten-Noode à la hauteur du numéro 75 au devant d'une aire de jeux pour enfants, réalisée par Art Mural en juin 1990 qui ne fait pas partie du parcours BD de Bruxelles. Neuf ans plus tard, en 2009, il réalise une grande fresque pour l'exposition Regards croisés de la bande dessinée belge aux Musées royaux des Beaux-Arts de Belgique, qui rend hommage à la riche histoire de la bande dessinée belge en réunissant diverses images des années 1930, 1940 et les bandes dessinées des années 1950 ensemble. Il conçoit des vitraux pour SD Worx Bruxelles et le Musée Ukologic à Eeklo. Ever Meulen publie également Ever Meulen Brussels chez Louis Vuitton en 2021, un carnet de voyage avec 120 dessins sur Bruxelles.
Selon Gilles Ratier : « Ever Meulen n'a réalisé que rarement des bandes dessinées et seulement à ses débuts dans des revues alternatives hollandaises ou belges avant de se consacrer exclusivement au dessin humoristique dans des magazines mondialement connus comme Humo, RAW ou le New Yorker. Toutefois, comme son travail est nourri par les grands hebdomadaires classiques comme Tintin ou Spirou, cet héritier des auteurs de l’âge d’or franco-belge continue, sur le plan international, à influencer des générations de dessinateurs. »
Selon Didier Pasamonik : « Chez Meulen, on trouve la drôlerie et le sens du détail de Bruegel et de Jérôme Bosch, la clarté et l’apaisement d’un Vermeer, la fascination pour les Arts décoratifs d’un Géo McManus et le clin d’œil scout-potache d’un Hergé (il en retient notamment les nez bordés de noir si présents dans les Soviets), les volumes contrastés de l’Art Nègre digéré par Picasso, le Bauhaus, le Stijl, la rigueur et des éléments de la gamme chromatique de Mondrian, le surréalisme de Magritte et Scuttenaire, les paradoxes graphiques d’un Escher, les perspectives métaphysiques de Giorgio de Chirico, la poésie d’un Savignac, et même la ligne loustic de Jijé et de Vandersteen ! »